# Tagblatt-Archiv
Das Tagblatt-Archiv ist das einzige Wiener Zeitungsarchiv, das den Zweiten
Weltkrieg überdauert hat und stellt die Grundlage für zahlreiche wissenschaftliche und
journalistische Arbeiten dar. Es ist in der Wienbibliothek im Rathaus aufgestellt und öffentlich benützbar.
Das Tagblatt-Archiv wurde von der Zeitung Neues Wiener Tagblatt aufgebaut, nach 1945 zunächst im kommunistischen Globus-Verlag weitergeführt, dann von der Kammer für Arbeiter und Angestellte Wien übernommen und schließlich 2002 der städtischen Wienbibliothek im Rathaus übertragen. Große Verdienste um seine Erhaltung hat sich Eckart Früh erworben. Das Tagblatt-Archiv enthält vor allem thematisch beziehungsweise nach Personen geordnete Zeitungsausschnitte, daneben aber auch Nachlässe, Plakate und Fotos. Es ergänzt die in der Bibliothek vorhandenen Sammlungen von Zeitungsausschnitten zu Politik und Geschichte Wiens, etwa die Sammlung Wiesinger aus den Jahren 1869 bis 1896 oder die Wurzbach-Dokumentation, eine Sammlung der Unterlagen zum „Biographischen Lexikon des Kaiserthumes Österreichs“, die Constantin von Wurzbach, der Verfasser des Lexikons, angelegt hat.